# Hindustan Ambassador
O Hindustan Ambassador foi um automóvel fabricado na Índia pela Hindustan Motors, de 1957 - já como modelo ano 1958 - até o início de 2014. Foi produzido na planta fabril de Uttarpara, em Kolkata (capital do estado de Bengala Ocidental) e foi baseado no antigo sedã britânico Morris Oxford III. Foi um dos mais longevos e populares automóveis em produção do mundo, ao lado do Volkswagen Fusca, Lada Niva e Kombi. Era muito popular entre políticos e autoridades indianas, sendo um dos usuários mais notáveis do sedã Sonia Gandhi, uma influente política indiana.
Assim como a Kombi e o Fusca, o Ambassador ganhou confiança do público desde os primeiros anos de produção devido a sua robustez, simplicidade e baixo custo de manutenção. O automóvel pouco mudou desde o início de produção, somente recebendo melhorias estruturais e novos motores. Até o final da produção, o veículo usava motores da marca japonesa Isuzu.
Desde 2004, existia uma versão mais renovada do sedã, chamada de Hindustan Avigo. Ela recebeu frente e para-choques mais atualizados, que lembra o estilo do clássico hatch Mini. O modelo Ambassador tradicional ainda era vendido, mas foi rebatizado como Ambassador Classic. No auge das vendas, na década de 80, o Ambassador chegava a emplacar mais de 24 mil veículos por ano. Atualmente não passava de 6 mil exemplares emplacados.  É muito popular entre frotistas e taxistas indianos. Somente em Kolkata, circulam cerca de 33.000 veículos desse modelo, servindo como táxis. Além do sedã, outros automóveis considerados populares e bastante vendidos por lá são o Tata Nano, o Suzuki Maruti Alto e o Hyundai i10.
Em 25 de maio de 2014, depois de mais de 60 anos de produção ininterrupta, o Ambassador saía de linha, devido ao baixo número de unidades vendidas (2.200 unidades durante o ano fiscal que encerrou em março de 2014) e a perda de mercado para modelos mais novos, porém ainda é possível ver nas ruas indianas um festival de gerações do Ambassador, desde os primeiros até os mais atuais modelos, que mesmo em péssimo estado de conservação, circulam bravamente entre os modelos mais novos e carros mais modernos.
Durante todo o período de produção, a Hindustan produziu, entre todas as 5 gerações, cerca de 1 milhão e 800 mil unidades do pequeno sedã.